# Sweet Old World
Sweet Old World è il quarto album in studio della cantautrice statunitense Lucinda Williams, pubblicato nel 1992.

## Tracce
Tutte le tracce sono state scritte da Lucinda Williams, eccetto dove indicato.

1. Six Blocks Away
2. Something About What Happens When We Talk
3. He Never Got Enough Love (Williams, Betty Elders)
4. Sweet Old World
5. Little Angel, Little Brother
6. Pineola
7. Lines Around Your Eyes
8. Prove My Love
9. Sidewalks of the City
10. Memphis Pearl (Williams, Lorne Rall)
11. Hot Blood
12. Which Will (Nick Drake)